# Desembarco chileno en Chilca

Desembarco y marcha de tropas chilenas en Chilca, Pisco, Paracas.

El desembarco chileno en Chilca sirvió al ejército de Chile para iniciar el ataque a la ciudad de Lima, luego de que, en la conferencia de Arica, Chile pidiera a Perú la entrega de Tarapacá, Tacna, Arica y Moquegua. Perú no aceptó firmar un tratado con cesión territorial.

## Antecedentes
Luego de la ocupación chilena del sur del Perú, la Expedición Lynch partió desde Arica hacia el norte de Perú con el fin de destruir las haciendas azucareras y pedir contribuciones de guerra a los hacendados peruanos.
La mediación estadounidense se realizó a través del secretario de estado estadounidense William Evarts, quien promovió la Conferencia de Arica en búsqueda del término del conflicto ya que durante los bombardeos a la costa peruana por la armada chilena fueron afectadas propiedades de europeos y estadounidenses. Las tratativas de paz no condujeron a nada.
Chile debió elegir el punto de desembarco. Tres puertos se ofrecían a la elección del general en jefe: Ancón, El Callao y Chilca. El mando chileno eligió Chilca, situado a 70 km de Lima puesto que pensaban que tenía poca presencia de fuerzas peruanas.

## Desembarco

### Partida de la primera división por la ruta de tierra
Con el fin de encontrar el terreno libre al llegar a Chilca, el general en jefe dio la orden a la división de Villagrán, que estaba en Pisco, de dirigirse por la ruta de tierra, con su caballería y sus baterías de montaña. 
El 13 de diciembre por la noche, la división entera se puso en marcha hacia Tambo de Mora, donde llegó a la mañana siguiente. Los primeros en iniciar la marcha hacia el norte desde esta localidad, fueron dos brigadas al mando de Lynch, con el entendido que la brigada del coronel Amunátegui los seguiría posteriormente.
Entre Tambo de Mora y el valle del río Cañete, hay unos 45 km de desierto, con una sola aguada insuficiente, situada a mitad de camino. El agrandamiento necesario de los pozos de Jaguay tras el paso de las brigadas de Lynch tomó mucho tiempo, por lo que  la brigada Amunátegui no habiendo dejado aún Tambo de Mora, recibió la orden de volver a Pisco; la marcha por tierra no tenía objeto a causa de este gran retardo. Esta demora significó el relevo de Villagrán.

### El grueso del ejército chileno parte de Arica
El ministro de guerra chileno José Francisco Vergara, viniendo de Pisco había llegado el 2 de diciembre a Tacna. Ordenó el 11 de diciembre el embarque del resto del ejército en la flota reunida en el puerto de Arica. El día 14, el contralmirante Riveros daba la señal de partida.
El 19 de diciembre por la mañana, el convoy anclaba en la rada de Pisco; los navíos disponibles recibían la brigada del coronel Gana, cuyo embarque fue lento, a causa del pequeño número de chalupas a vapor, la falta de orden, y también de la paraca, brisa diaria que soplaba desde el sur, a partir del mediodía, y que agitando el mar dificultaba las maniobras de las embarcaciones.
El 20 de diciembre, a partir de las 13:00, 14 transportes o paquebotes, con otros tantos veleros que les seguían, aparejaron sucesivamente e hicieron ruta al norte, escoltados por los dos acorazados "Cochrane" y "Blanco Encalada". El convoy llevaba 16.000 hombres de tropa de toda categoría, con los caballos, las mulas, los víveres, el material, las municiones, etc. Largas filas de chalanas y pequeños vapores fueron a remolque por detrás de los veleros. En total, eran 32 navíos.

### Llegada a Chilca

Desembarco chileno en Curayaco
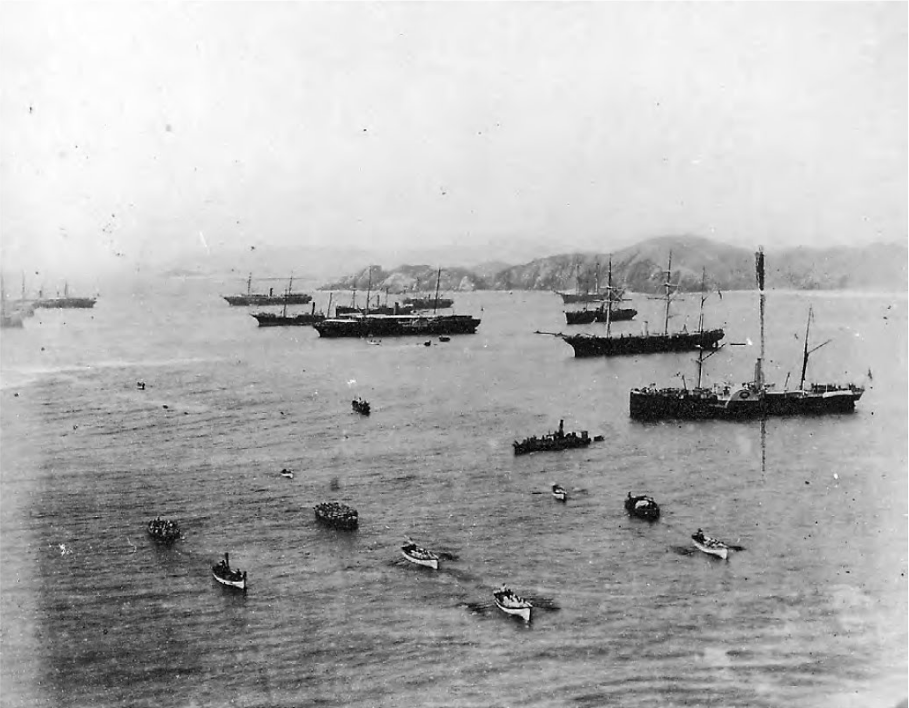
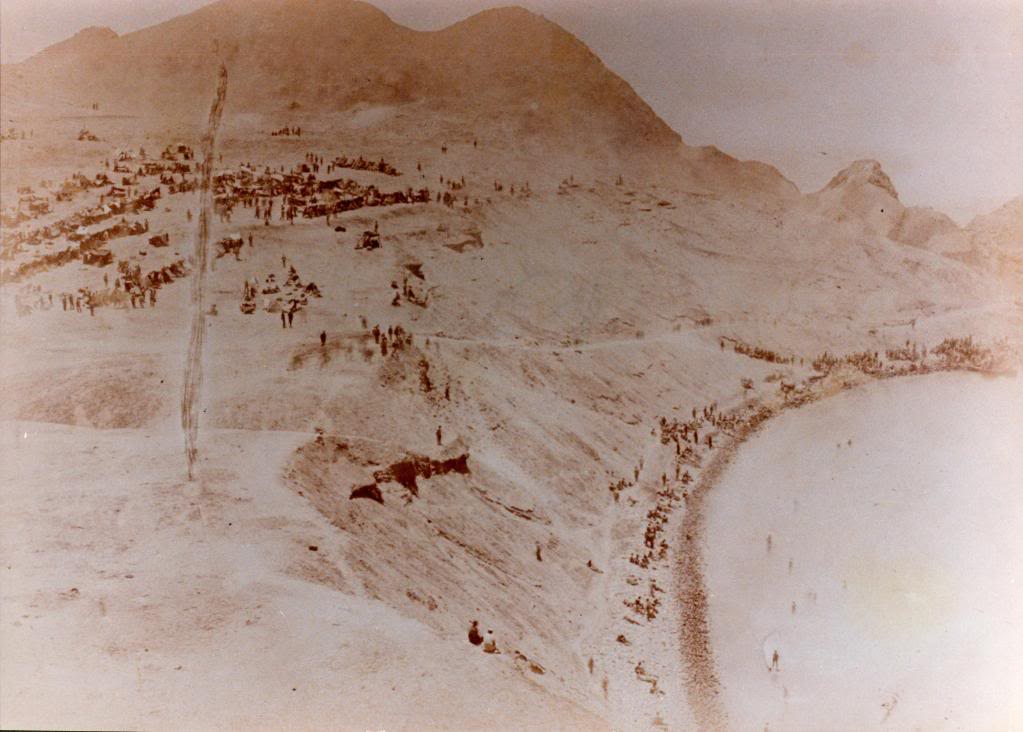
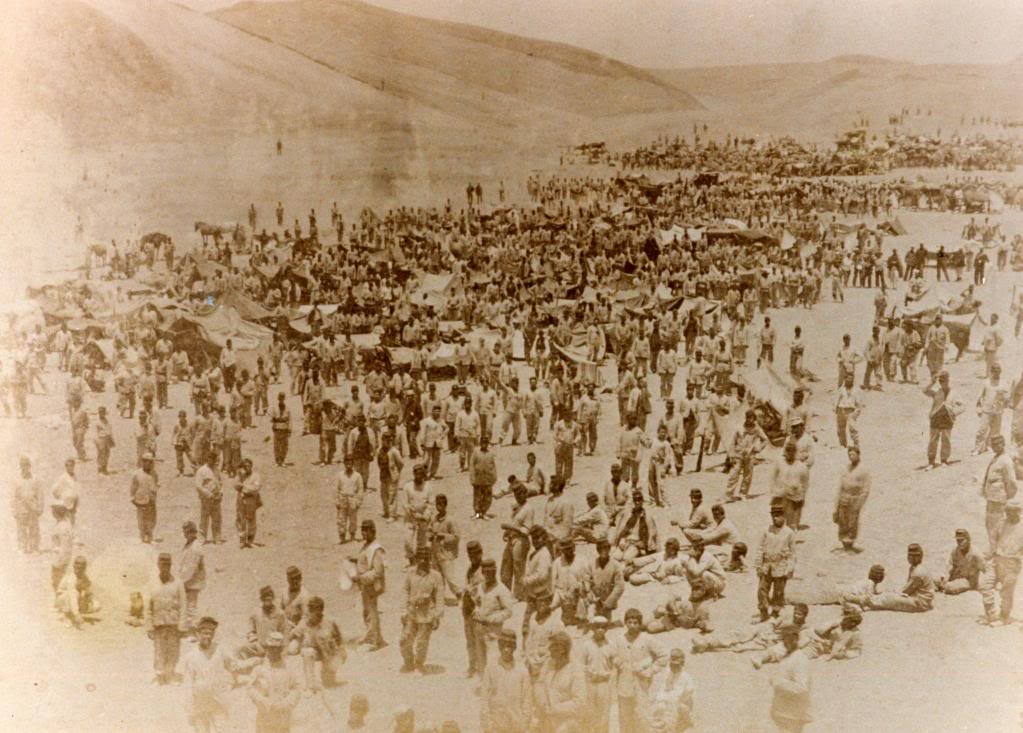

A las 16:00 del día 20, todo el convoy había anclado. La bahía de Chilca, completamente segura, abrigó diez naves luego de verificar la inexistencia de torpedos. Las otras anclaron frente a la entrada de la bahía. No se encontraron obras de defensa ni guarniciones peruanas en la zona, tal como se había previsto. Sin embargo, el trayecto de 30 kilómetros que había que hacer hasta Lurín, se juzgó muy riesgoso; la ruta a seguir pasa cerca de la bahía, a través de montañas de arena, con pendientes impracticables para la artillería. Los desfiladeros de los que se ignoraba la situación exacta, ofrecían a los peruanos facilidades para establecer defensas y atacar a las columnas.
No se llevaron pues a tierra más que los soldados de caballería para obtener informaciones en Chilca. Durante este intervalo, el "Blanco Encalada", con el ministro de guerra, buscaban otro punto de desembarco más al norte, y encontraron, a cinco millas de Chilca, la ensenada de Curayacu.
Al día siguiente, 22 de diciembre, desde del alba, los navíos levantaron anclas para fondear en plena costa en el lugar indicado. La tranquilidad del mar y la debilidad del viento permitieron a los capitanes colocarse sin ningún riesgo cerca de las rocas; tres navíos pudieron entrar en la misma caleta. El desembarque se hizo por medio de chalanas que podían contener unos 65 soldados equipados, que permanecían de pie. Las chalupas a vapor, en muy pequeño número, y las canoas a remo de las naves de guerra, sirvieron para el remolque. 
El primer día descienden tres regimientos (Chillán, 3º de Línea y Esmeralda), que acampan en la playa a unos 3 km al norte del punto de desembarco. En esta playa, se puede en ciertos momentos, desembarcar varios cañones de campaña. Una partida de caballos y la mayoría de las mulas se ponen en el mar, dirigiéndose a nado hacia la playa inmediatamente al norte de la bahía donde las esperan los soldados. La colocación en tierra de 16.000 hombres y de una pequeña cantidad de víveres tomó cuatro días. Los primeros navíos disponibles regresan a Pisco a buscar la brigada Amunátegui y la desembarcan el 27 de diciembre.
Durante tres semanas los víveres y las municiones son descargados, pero una parte del parque general y de las provisiones quedan a bordo hasta Chorrillos y aún hasta el Callao, después de las batallas.

### Entrada a Lurín
El día 23, la brigada Gana se pone en marcha y entra en Lurín por la tarde. No se encontró resistencia por parte de los peruanos, situación que causó gran alivio en el mando chileno ya que se tenía el temor de que si los peruanos defendían los accesos de agua, la expedición podía ponerse en serio riesgo en una zona tan árida, puesto que no obstante la producción continua de los aparatos de destilación, los navíos veían disminuir rápidamente sus provisiones. Se temía que de haber resistencia, se hubiera debido esperar que las tropas desembarcadas fuesen numerosas para marchar conjuntamente sobre Lurín, con lo que la situación pudiera volverse delicada para la expedición chilena.
Durante este tiempo se hacen reconocimientos del país alrededor de Lurín. Una de las patrullas, fue recibida en la zona de Manchay por un fuego nutrido de los peruanos emboscados en los bosques, y debió volver con dos muertos y algunos heridos.

## Marcha de la brigada Lynch, por tierra
El 25 y 26 de diciembre, llegan sucesivamente, después de ocho días de marcha, las dos mitades de la brigada Lynch, que se seguían con 24 h de intervalo, de modo de facilitar el aprovechamiento en víveres y agua. Este trayecto de 180 km se hizo con muy poca resistencia peruana, que consistió esencialmente en ataques de montoneras locales. Sólo un cuerpo de línea peruano hostilizó a la tropa chilena, un escuadrón de caballería al mando del coronel Pedro José Sevilla, que finalmente fue tomado prisionero en una escaramuza.
Se recaudan contribuciones en dinero y víveres (en ganado especialmente) de los ricos propietarios del valle de Cañete, donde la columna empezó a aumentar progresivamente en número. En efecto, más de mil chinos habían venido a ponerse a disposición de los regimientos chilenos, esperando de este modo verse libres de los compromisos con sus dueños. La esperanza de saquear a Lima, no era extraña a la presencia de muchos de ellos. Mientras tanto, ayudaban a los soldados a llevar sus armas y equipajes. Se había recogido en el camino más de seiscientos asnos, que se les cargó con sacos, armas y utensilios de cocina. Las mulas llevaban los víveres y los barriles de agua. 
Dada la eficacia con que fue evaluada la marcha de las columnas de Lynch por el mando chileno, es que Baquedano otorgó a este comandante el mando de la Primera División de ejército para el asalto a Lima.

## Campamento
Así, el día 28 de diciembre de 1880, el ejército chileno expedicionario se encontró reunido en el valle del río Lurín, alojándose en cabañas de follaje que brindaban cierta comodidad. La expedición se componía de unos 26.000 hombres, de los que 1.100 eran de caballería y unos 1.400 artilleros.
En este momento, sólo restaba la orden de marchar sobre Lima y culminar la campaña.